# Wierzbica (Miechów)
Pour les articles homonymes, voir Wierzbica.
Wierzbica est une localité polonaise de la gmina de Kozłów, située dans le powiat de Miechów en voïvodie de Petite-Pologne.